# Joe Calzaghe
Joe Calzaghe, właśc. Joseph William Calzaghe (ur. 23 marca 1972 w Londynie) – walijski bokser, były zawodowy mistrz świata wszystkich czterech głównych organizacji bokserskich: WBC, WBA, IBF i WBO w kategorii super średniej (do 168 funtów). W swojej karierze pokonał 21 zawodników o tytuł mistrza świata. Odznaczony Orderem Imperium Brytyjskiego.

## Kariera amatorska
Stoczył około 120 walk amatorskich. W latach 1991–1993 trzy razy zdobywał tytuł amatorskiego mistrza Wielkiej Brytanii – za każdym razem w innej kategorii wagowej.

## Kariera zawodowa
Zawodową karierę rozpoczął w październiku 1993. Do połowy 1997 stoczył 22 zwycięskie walki, 21 z nich kończąc przed czasem. 11 października 1997 zdobył wakujący tytuł mistrza świata WBO, pokonując na punkty byłego mistrza WBO w kategoriach średniej i super średniej, Chrisa Eubanka (Eubank już w pierwszej rundzie leżał na deskach).
W 1998 dwukrotnie obronił swój pas mistrzowski – w walkach z Branko Sobotem (TKO w trzeciej rundzie) i Juanem Carlosem Gimenezem Ferreyrą (TKO w dziesiątej rundzie). W następnym roku zaliczył kolejne dwa udane pojedynki mistrzowskie, wygrywając, po niejednogłośnej decyzji na punkty, z byłym mistrzem świata WBC i brązowym medalistą z Barcelony, Robinem Reidem oraz z Rickiem Thornberry.
W 2000 walczył trzykrotnie – wygrał na punkty z Davidem Starie, Omarem Sheika (TKO w piątej rundzie) oraz z byłym mistrzem WBC i brązowym medalistą z Seulu, Richie Woodhallem (TKO w dziesiątej rundzie). W kwietniu następnego roku pokonał już w pierwszej rundzie przez techniczny nokaut Niemca Mario Veita. Niecałe sześć miesięcy później pokonał, również przez techniczny nokaut (w czwartej rundzie), Willa McIntyre.
Rok 2002 zaczął od zwycięstwa na punkty z byłym mistrzem świata IBF, Charlesem Brewerem. W sierpniu takim samym rezultatem zakończył pojedynek z Miguelem Angelem Jimenezem. Pod koniec roku, 14 grudnia, już w drugiej rundzie przez techniczny nokaut pokonał Tockera Pudwilla. W 2003 walczył tylko raz – 28 czerwca pokonał, przez techniczny nokaut w drugiej rundzie, byłego dwukrotnego mistrza świata organizacji WBA, Byrona Mitchella. W pojedynku tym Calzaghe po raz pierwszy w karierze leżał na deskach.
W 2004 Calzaghe zaliczył kolejne dwa zwycięskie pojedynki – z bokserem z Armenii, Mgerem Mkrtchianem (TKO w siódmej rundzie) oraz na punkty z Egipcjaninem Kabary Salemem. Walijczyk był liczony w czwartej rundzie, Salem leżał na deskach w rundzie 12. Obaj pięściarze zostali ukarani odjęciem punktu za umyślne uderzenia głową. W maju następnego roku po raz drugi zwyciężył z Mario Veitem (TKO w szóstej rundzie), a 9 września wygrał na punkty z Kenijczykiem Evansem Ashirą. Calzaghe w trzeciej rundzie doznał kontuzji lewej ręki i do końca pojedynku używał tylko prawej.
4 marca 2006 zmierzył się w walce unifikacyjnej z mistrzem świata IBF, Jeffem Lacy. Walijczyk wygrał ten pojedynek na punkty. Siedem miesięcy później pokonał, także na punkty, Sakio Bikę. W listopadzie 2006 stracił pas mistrzowski IBF, ponieważ odmówił walki z oficjalnym pretendentem do tytułu, Robertem Stieglitzem. 7 kwietnia 2007 wygrał przez techniczny nokaut w trzeciej rundzie z Peterem Manfredo Jr.
3 listopada 2007 doszło do walki unifikacyjnej organizacji WBC, WBA i WBO między Calzaghe i Mikkelem Kesslerem. Walijczyk wygrał zdecydowanie na punkty.
9 kwietnia 2008 zmierzył się z Bernardem Hopkinsem. Walka odbyła się w kategorii półciężkiej, a jej stawką nie były pasy mistrzowskie Walijczyka. Calzaghe wygrał na punkty po niejednogłośnej decyzji sędziów. Pod koniec czerwca zrezygnował z tytułu mistrza świata organizacji WBC. Pod koniec września tego samego roku, po dwudziestu jeden udanych obronach, zrezygnował również z tytułu mistrza świata WBO. 8 listopada 2008 zmierzył się z Royem Jonesem Jr. Walijczyk wygrał po dwunastu rundach decyzją trzech sędziów 118–109, mimo że w pierwszej rundzie leżał na deskach i był liczony. Jones w siódmej rundzie doznał dużego rozcięcia skóry nad lewym okiem.
5 lutego 2009 ogłosił zakończenie kariery. Wkrótce potem wraz ze swym ojcem Enzo Calzaghe (1949 – 2018) rozpoczął działalność promotorską pod nazwą Calzaghe Promotions. Pod koniec roku 2009 wziął udział w programie Strictly Come Dancing. W 2010, po dochodzeniu przeprowadzonym przez bulwarówkę News of The World wyszło na jaw, że po zakończeniu kariery Calzaghe zażywał kokainę. Bokser przyznał się do stosowania narkotyku.